# Monggol
Monggol is een bestuurslaag in het regentschap Gunung Kidul van de provincie Jogjakarta, Indonesië. Monggol telt 4198 inwoners (volkstelling 2010).